# Đurmanec

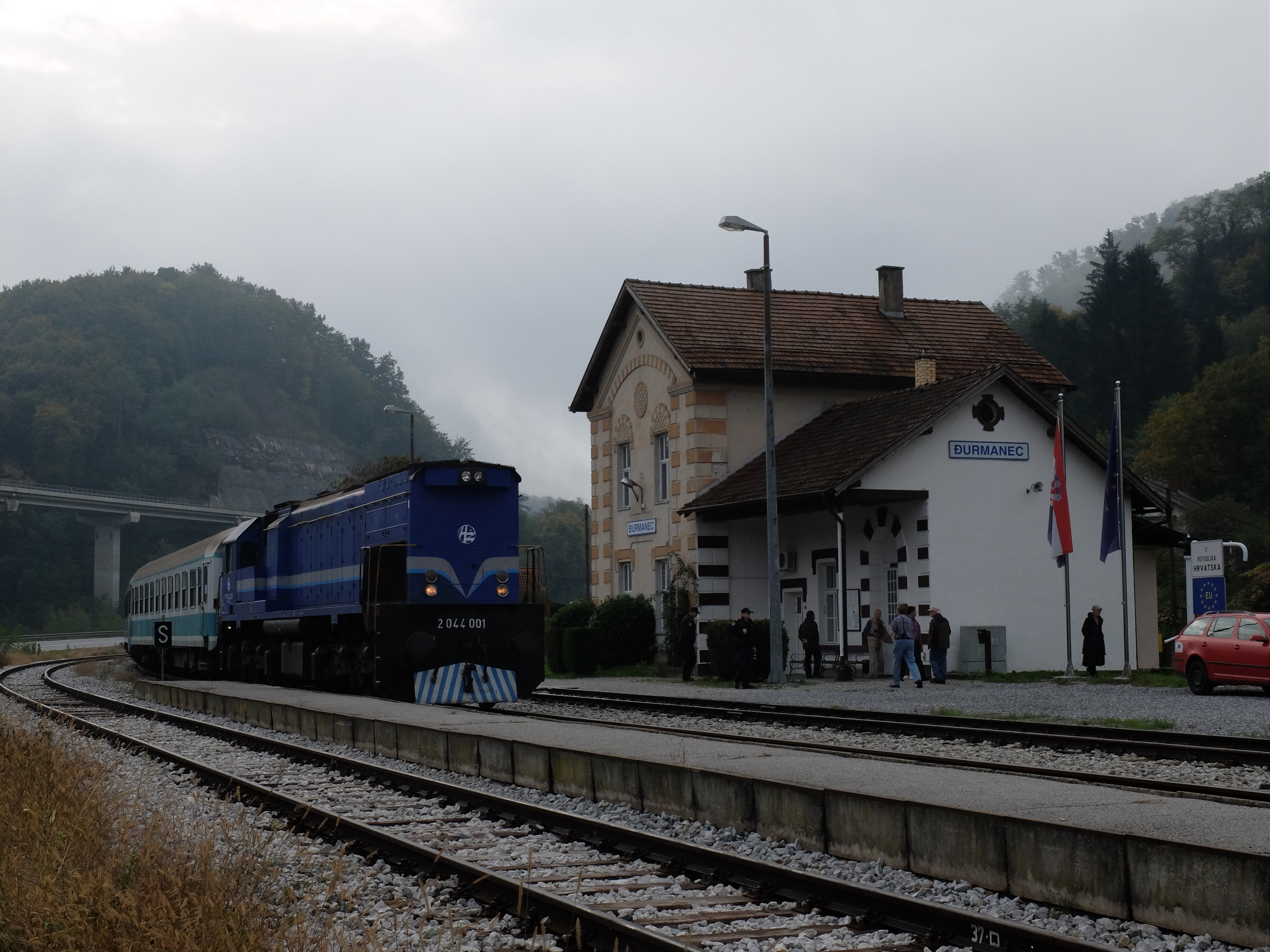
Treinstation

Đurmanec is een dorp en gemeente in Kroatië, in de provincie Krapina-Zagorje. In 2001 telde de gemeente 4481 inwoners, bestaande uit een absolute meerderheid van Kroaten. Buiten het grootste dorp Đurmanec met 910 inwoners, omvat de gemeente ook de volgende plaatsen:
- Donji Macelj - 558 inwoners
- Goričanovec - 298 inwoners
- Gornji Macelj - 259 inwoners
- Hlevnica - 277 inwoners
- Hromec - 426 inwoners
- Jezerišće - 136 inwoners
- Koprivnica Zagorska - 108 inwoners
- Lukovčak - 229 inwoners
- Podbrezovica - 303 inwoners
- Prigorje - 339 inwoners
- Putkovec - 231 inwoners
- Ravninsko - 407 inwoners

Alle bevolkingsaantallen komen uit het jaar 2001

## Overig
Het dorp Đurmanec ligt aan de snelweg 1/E59, provinciale weg 207, een spoorlijn en aan een zijrivier van de Krapina, de Krapinica.